# Parafia św. Fabiana w Bridgeview
Parafia św. Fabiana w Bridgeview (ang. St Fabian's Parish) – parafia rzymskokatolicka położona w Bridgeview w stanie Illinois w Stanach Zjednoczonych.
Jest ona wieloetniczną parafią w archidiecezji Chicago, z mszą św. w języku polskim dla polskich imigrantów.
Parafia została poświęcona św. Fabianowi.